# Luka Mitrović
Luka Mitrović (Novi Sad, 21 de março de 1993) é um basquetebolista profissional sérvio que atualmente defende o Brose Bamberga. O atleta que possui 2,04m de altura e atua na posição Ala.